# Sora (ort i Colombia, Boyacá, lat 5,57, long -73,45)
Sora är en ort i Colombia.   Den ligger i departementet Boyacá, i den centrala delen av landet, 130 km nordost om huvudstaden Bogotá. Sora ligger 2 668 meter över havet och antalet invånare är 508.
Terrängen runt Sora är kuperad. Runt Sora är det tätbefolkat, med 591 invånare per kvadratkilometer. Närmaste större samhälle är Tunja, 9,7 km öster om Sora. Trakten runt Sora består i huvudsak av gräsmarker.